# Dorotea Edvige di Brunswick-Wolfenbüttel
Dorotea Edvige di Brunswick-Wolfenbüttel (Wolfenbüttel, 3 febbraio 1587 – Zerbst, 16 ottobre 1609) è stata una principessa di Brunswick-Wolfenbüttel e principessa di Anhalt-Zerbst.

## Biografia
Dorotea Edvige nacque il 3 febbraio 1587 a Wolfenbüttel; era l'unica figlia del duca Enrico Giulio di Brunswick-Lüneburg (1564-1613), e della sua prima moglie, Dorotea (1563-1587), figlia del principe elettore Augusto di Sassonia (1526-1586). Sua madre morì dandola alla luce, mentre suo padre, avendo necessità di generare un erede maschio, nel 1590 si sposò una seconda seconda volta con Elisabetta di Danimarca, dalla quale ebbe altri dieci figli, tutti suoi fratellastri.
Il 29 dicembre 1605, all'età di diciotto anni, sposò a Wolfenbüttel Rodolfo di Anhalt-Zerbst (1576-1621).
Morì di parto nel 1609.

## Discendenza
Dorotea Edvige e Rodolfo ebbero quattro figli:
- una figlia (1606);
- Dorotea (1607-1634), sposò Augusto di Brunswick-Lüneburg;
- Eleonora (1608-1680), sposò Federico di Schleswig-Holstein-Sonderburg-Norburg;
- una figlia (1609).

## Ascendenza
|                                                                                   |                               |                                                     | Genitori                                           |  |  | Nonni |  |  | Bisnonni                                         |  |  | Trisnonni                                          |  |
|                                                                                   |                               |                                                     |                                                    |  |  |       |  |  | Enrico V, XIV principe di Brunswick-Wolfenbüttel |  |  | Enrico IV, XIII principe di Brunswick-Wolfenbüttel |  |
|                                                                                   |                               |                                                     |                                                    |  |  |       |  |  | Enrico V, XIV principe di Brunswick-Wolfenbüttel |  |  | Enrico IV, XIII principe di Brunswick-Wolfenbüttel |  |
|                                                                                   |                               | Caterina di Pomerania-Wolgast                       |                                                    |  |  |       |  |  | Enrico V, XIV principe di Brunswick-Wolfenbüttel |  |  |                                                    |  |
| Giulio, XV principe di Brunswick-Wolfenbüttel e VI principe di Calenberg          |                               |                                                     |                                                    |  |  |       |  |  | Enrico V, XIV principe di Brunswick-Wolfenbüttel |  |  |                                                    |  |
|                                                                                   |                               | Maria di Württemberg-Mömpelgard                     | Enrico, I conte di Württemberg-Mömpelgard          |  |  |       |  |  |                                                  |  |  |                                                    |  |
|                                                                                   |                               | Maria di Württemberg-Mömpelgard                     | Enrico, I conte di Württemberg-Mömpelgard          |  |  |       |  |  |                                                  |  |  |                                                    |  |
|                                                                                   |                               | Maria di Württemberg-Mömpelgard                     | Eva di Salm                                        |  |  |       |  |  |                                                  |  |  |                                                    |  |
| Enrico Giulio, XVI principe di Brunswick-Wolfenbüttel e VII principe di Calenberg |                               | Maria di Württemberg-Mömpelgard                     |                                                    |  |  |       |  |  |                                                  |  |  |                                                    |  |
|                                                                                   |                               | Gioacchino II, XII principe elettore di Brandeburgo | Gioacchino I, XI principe elettore di Brandeburgo  |  |  |       |  |  |                                                  |  |  |                                                    |  |
|                                                                                   |                               | Gioacchino II, XII principe elettore di Brandeburgo | Gioacchino I, XI principe elettore di Brandeburgo  |  |  |       |  |  |                                                  |  |  |                                                    |  |
|                                                                                   |                               | Gioacchino II, XII principe elettore di Brandeburgo | Elisabetta di Danimarca                            |  |  |       |  |  |                                                  |  |  |                                                    |  |
| Edvige di Brandeburgo                                                             |                               | Gioacchino II, XII principe elettore di Brandeburgo |                                                    |  |  |       |  |  |                                                  |  |  |                                                    |  |
|                                                                                   |                               | Edvige di Polonia                                   | Sigismondo I, re di Polonia e granduca di Lituania |  |  |       |  |  |                                                  |  |  |                                                    |  |
|                                                                                   |                               | Edvige di Polonia                                   | Sigismondo I, re di Polonia e granduca di Lituania |  |  |       |  |  |                                                  |  |  |                                                    |  |
|                                                                                   |                               | Edvige di Polonia                                   | Barbara Zápolya                                    |  |  |       |  |  |                                                  |  |  |                                                    |  |
| Dorotea Edvige di Brunswick-Wolfenbüttel                                          |                               | Edvige di Polonia                                   |                                                    |  |  |       |  |  |                                                  |  |  |                                                    |  |
|                                                                                   | Enrico IV, X duca di Sassonia | Alberto III, VIII duca di Sassonia                  |                                                    |  |  |       |  |  |                                                  |  |  |                                                    |  |
|                                                                                   | Enrico IV, X duca di Sassonia | Alberto III, VIII duca di Sassonia                  |                                                    |  |  |       |  |  |                                                  |  |  |                                                    |  |
|                                                                                   | Enrico IV, X duca di Sassonia | Sidonia di Boemia                                   |                                                    |  |  |       |  |  |                                                  |  |  |                                                    |  |
| Augusto, XIII principe elettore di Sassonia                                       | Enrico IV, X duca di Sassonia |                                                     |                                                    |  |  |       |  |  |                                                  |  |  |                                                    |  |
|                                                                                   |                               | Caterina di Meclemburgo-Schwerin                    | Magnus II, VII duca di Meclemburgo-Schwerin        |  |  |       |  |  |                                                  |  |  |                                                    |  |
|                                                                                   |                               | Caterina di Meclemburgo-Schwerin                    | Magnus II, VII duca di Meclemburgo-Schwerin        |  |  |       |  |  |                                                  |  |  |                                                    |  |
|                                                                                   |                               | Caterina di Meclemburgo-Schwerin                    | Sofia di Pomerania-Wolgast                         |  |  |       |  |  |                                                  |  |  |                                                    |  |
| Dorotea di Sassonia                                                               |                               | Caterina di Meclemburgo-Schwerin                    |                                                    |  |  |       |  |  |                                                  |  |  |                                                    |  |
|                                                                                   |                               | Cristiano III, re di Danimarca                      | Federico I, re di Danimarca                        |  |  |       |  |  |                                                  |  |  |                                                    |  |
|                                                                                   |                               | Cristiano III, re di Danimarca                      | Federico I, re di Danimarca                        |  |  |       |  |  |                                                  |  |  |                                                    |  |
|                                                                                   |                               | Cristiano III, re di Danimarca                      | Anna del Brandeburgo                               |  |  |       |  |  |                                                  |  |  |                                                    |  |
| Anna di Danimarca                                                                 |                               | Cristiano III, re di Danimarca                      |                                                    |  |  |       |  |  |                                                  |  |  |                                                    |  |
|                                                                                   |                               | Dorotea di Sassonia-Lauenburg                       | Magnus I, IV duca di Sassonia-Lauenburg            |  |  |       |  |  |                                                  |  |  |                                                    |  |
|                                                                                   |                               | Dorotea di Sassonia-Lauenburg                       | Magnus I, IV duca di Sassonia-Lauenburg            |  |  |       |  |  |                                                  |  |  |                                                    |  |
|                                                                                   |                               | Dorotea di Sassonia-Lauenburg                       | Caterina di Brunswick-Wolfenbüttel                 |  |  |       |  |  |                                                  |  |  |                                                    |  |
|                                                                                   |                               | Dorotea di Sassonia-Lauenburg                       |                                                    |  |  |       |  |  |                                                  |  |  |                                                    |  |